# Uszkodzenia mrozowe roślin

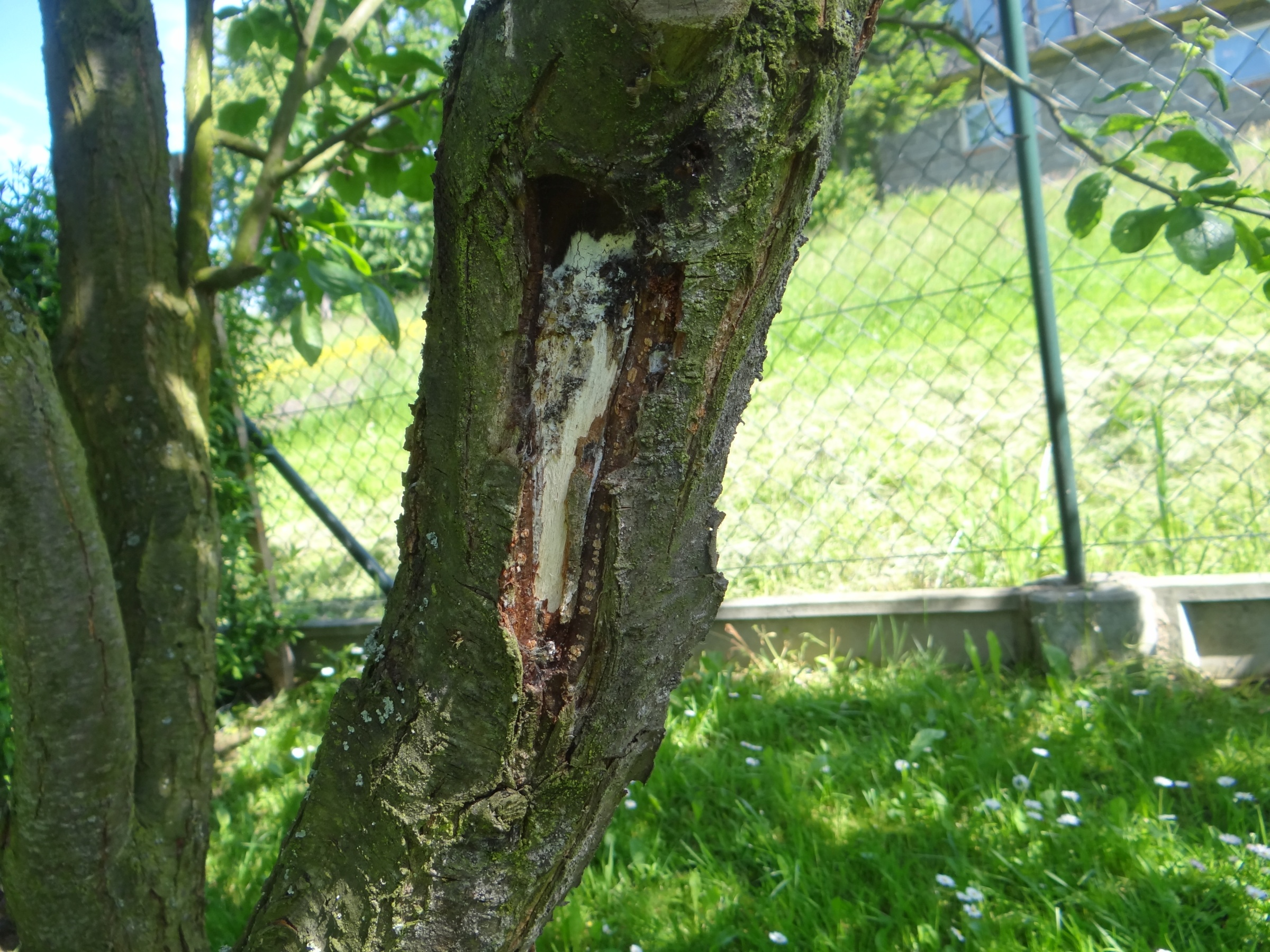
Uszkodzenie mrozowe pnia śliwy

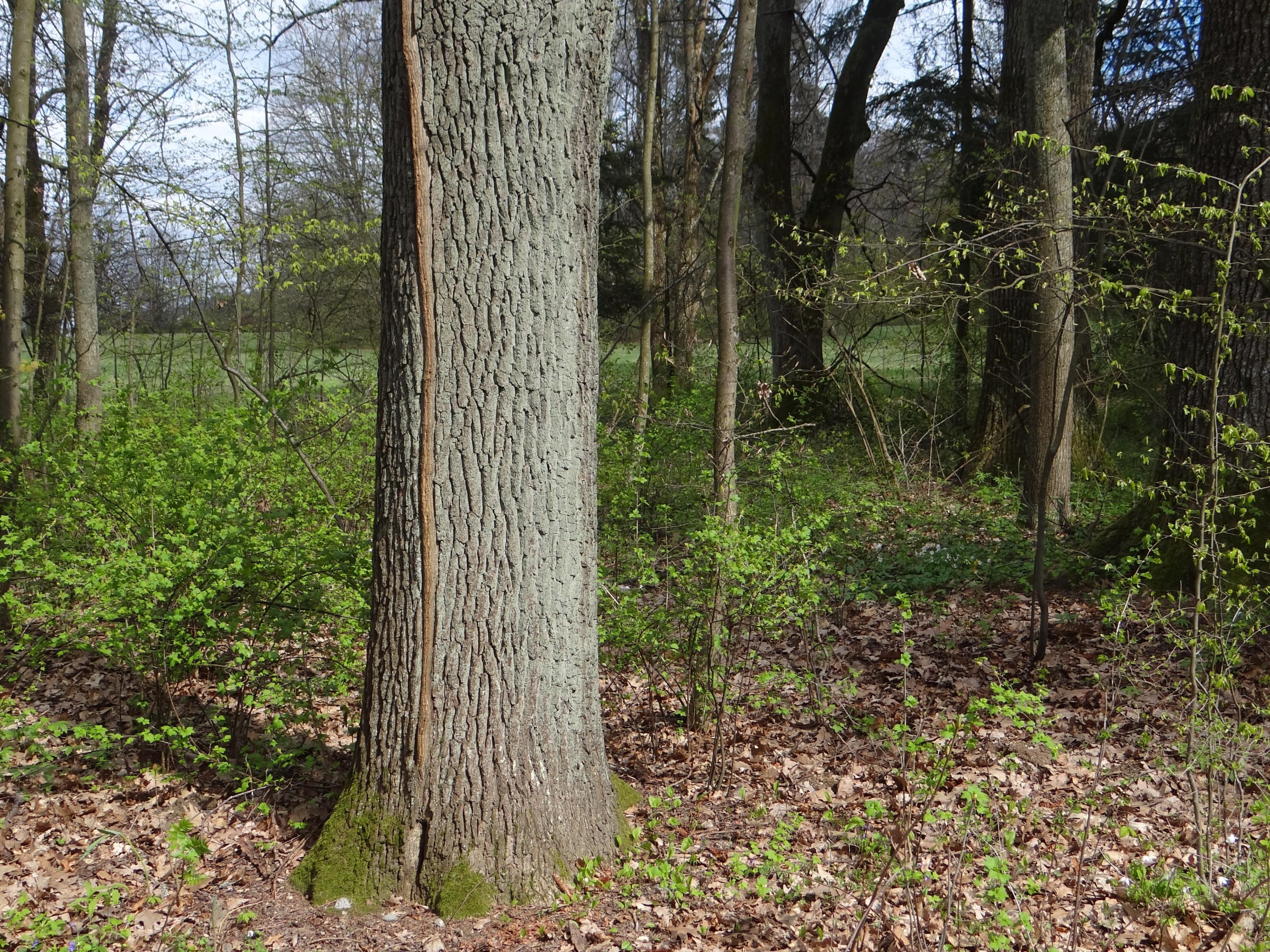
Zabliźnione kallusem pęknięcie mrozowe pnia

Uszkodzenia mrozowe – rodzaj nieinfekcyjnych chorób roślin spowodowanych przez mróz. W strefie klimatu umiarkowanego, w jakim znajduje się Polska, uszkodzenia mrozowe występują dość często i powodują duże straty gospodarcze.
Wrażliwość na uszkodzeniaWrażliwość roślin na niskie temperatury jest charakterystyczna dla danego gatunku, ale w jego obrębie różne odmiany i kultywary wykazują często dość znaczne różnice. Zależy także od wieku rośliny; starsze rośliny są bardziej odporne od młodych. Również w obrębie tej samej rośliny różne tkanki wykazują różną odporność na mróz. Przykładowo pąki są bardziej wrażliwe, niż pędy, a kwiaty bardziej niż liście. Wrażliwość na mróz zależy także od stanu fizjologicznego rośliny. Zbyt silne i późno zastosowane nawożenie powoduje, że u roślin drzewiastych nie następuje zdrewnienie ich tkanek i takie rośliny są bardziej podatne na mróz. Bardziej podatne na uszkodzenia mrozowe często są także rośliny osłabione przez choroby.
Czas powstawania uszkodzeńUszkodzenia mrozowe mogą nastąpić w różnych porach roku:
- zimą. Wskutek dużych mrozów mogą przemarzać organy przetrwalnikowe bylin, a u roślin drzewiastych pękać konary i pnie. Przemarzanie takie następuje, gdy temperatura spadnie poniżej –25 °C. Wiele zależy od grubości pokrywy śnieżnej. Gdy jest wystarczająco gruba, oziminy przetrzymują największe mrozy, przy jej braku przemarzają już przy temperaturze –12 °C. Przy bezśnieżnej i mroźnej zimie mogą przemarznąć także korzenie drzew i krzewów[1]. Najszybciej przemarzają cienkie i młode pędy i gałęzie[2].
- wiosną. Następują, gdy po okresie ciepłej pogody pojawią się wiosenne przymrozki. Powodują one przemarzanie kwiatów, zalążków owoców, a czasami także liści[1]
- jesienią, gdy pojawią się przymrozki jeszcze przed zakończeniem wegetacji roślin[1].

Skutki uszkodzeń mrozowychUszkodzenia mrozowe powstają wskutek zamarzania wody w komórkach i przestrzeniach międzykomórkowych. Powstające kryształki lodu uszkadzają strukturę komórek. Rozległość uszkodzeń zależy od tego, jak szybko obniża się temperatura, oraz jak szybko roślina ulega rozmrożeniu. Skutkiem uszkodzeń powstałych jesienią i zimą u bylin może być całkowite lub częściowe ich obumarcie, u roślin drzewiastych pęknięcia pni i konarów, ale czasami także całkowite obumarcie. Przymrozki wiosenne skutkują brakiem lub zmniejszeniem plonu wskutek uszkodzeń kwiatów i zalążków owoców. Przez rany powstałe wskutek uszkodzeń łatwo wnikają do rośliny patogeny, powodując ich choroby.
Rodzaje uszkodzeń
Ze względu na różne skutki uszkodzeń u różnych roślin w praktyce rolniczej wyróżnia się:
- uszkodzenia mrozowe zbóż,
- uszkodzenia mrozowe drzew owocowych,
- uszkodzenia mrozowe warzyw i ziemniaka[4].

OchronaZapobiega się uszkodzeniom mrozowym przez bielenie pni drzew i okrywanie roślin wieloletnich. Na pnie drzew zakłada się osłony ze słomy, kartonu lub osłony sprzedawane w sklepach ogrodniczych. U roślin drzewiastych rany mrozowe należy zabezpieczyć maścią ogrodniczą, a odsłoniętą korę obwiązać sznurkiem. W celu ochrony przed mrozem stosuje się w sadownictwie także preparaty, które zapobiegają przemarzaniu pąków kwiatowych, kwiatów i zawiązków owoców i ułatwiają regenerację już podmarzniętych pąków.